# 俺たちの時代 (テレビドラマ)
『俺たちの時代』（おれたちのじだい）は、1989年10月6日から12月22日まで、TBS系列の金曜21:00 - 21:54の枠で放送されたテレビドラマ。全12回。

## 概要
東京・銀座を主な舞台とした広告代理店業界の物語。柴田竜夫は友人と共同経営で小さな広告社を経営していたが、大手広告代理店「大宣」に契約金を踏み倒されたのが元で倒産。残務整理中のある日、ある葬儀の会場で大宣の宣伝課長・織原冴子に出会って知り合い、竜夫は大宣入社を勧められるが、「俺はあんたの助手じゃない」などと反発、「俺は大きなもの、強いものが嫌い。大宣を倒したい」と思ってライバル会社の「第七広告」（七広）への入社を決め、ここから七広VS大宣の激しい競争が始まる。野望のために恋も結婚も友情も捨て、一本気で熱く突進し奮闘する竜夫を中心に、青年広告マンたちの活躍を描いた。
武敬子（プロデューサー）と生野慈朗（演出）が『男女7人秋物語』以来2年ぶりに組んで製作された作品。

## キャスト

### 主要人物
- 柴田竜夫：田原俊彦
千葉県出身の27歳。一本気でハートも熱いような性格。知り合った冴子が気になるようになり、それまで交際していた恭子との仲も気まずくなるようになる。
- 織原冴子：秋吉久美子
大宣の宣伝課長で32歳。頭脳明晰、容姿端麗と言われるキャリアウーマンだが、貰い子の高之が居る。

### 第七広告
- 小林ユカ：井森美幸
第七広告のアルバイトで、父は大スポンサー「明治地所」の社長。第3話で竜夫と出来ている仲であることを自ら流してしまう。
- 吉田茂一：村田雄浩
第七広告の広告マン。素朴で純情な感じで、竜夫・吉田・冷泉・広岡の若手4人衆の中では一番地道に仕事をこなしていくタイプの27歳。
- 冷泉典夫：清水圭
第七広告の広告マン。いわゆる“ヤサ男”で、自分の仕事が抗議を受けると、病欠と言って休んでしまうことも。京都の公家の出身で華族の家系であり、それだけに強いコネを持っている一面もある。
- 広岡純一：梨本謙次郎
第七広告の広告マン。大学時代はラグビー部だったその持前を活かしてスポンサーにトライするような、竜夫とはまた違うタイプの熱血人間。
- 宮本省三：小林稔侍
第七広告第一営業部長の45歳。竜夫の上司で、彼も冴子のライバル。

### 大宣
- 真田忠幸：柳沢慎吾
大宣の広告マンで冴子の部下。とぼけた感じの27歳で、仕事嫌い。岡田とは“凸凹コンビ”とも言われる。しかし第10話で、大宣では出世出来ないと自ら見切りを付け、第七広告に入社させてほしいと頼み込む。
- 岡田健次郎：阿部寛
大宣の広告マンで冴子の部下、27歳。父は政治家という家柄で、これに関する多くのコネを持つ。マイペースなお坊ちゃまタイプ。

### その他
- 樋口恭子：中村あずさ
それまで竜夫と7年交際しており、婚約寸前までいくが、竜夫が冴子と出会った事に加え仕事に燃え始めたことで婚約も解消してしまう。
- 高之：湯澤真伍
野党代議士と祇園の芸者・春駒（演：浅見美那）とのスキャンダルもみ消しのため、冴子が預かった貰い子。
- 佐藤弘恵：井原千寿子
- 小谷秀明：小林亜星
- 岡村良子：大森暁美
- 奥田：西岡徳馬
アーバン酒造の宣伝部長。
- 近藤洋介
- 竹村：原田大二郎
竜夫の先輩で関東テレビの営業マン。
- 小林元三：内田朝雄
ユカの父親で明治地所の会長。

（出典：）

## スタッフ
- プロデューサー：武敬子、山本典助、浜井誠
- 脚本：竹山洋 （全話担当）
- 音楽：三四朗（「三四朗」「NO VISA」より）
- 演出：生野慈朗、吉田健、森一弘
- 制作：テレパック、TBS

## 主題歌
黒沢光義『Try Again』（作詞：小林まさみ　作曲：大羽義光　編曲：井上日徳　レーベル：東芝EMI）

## 放送日程
| 話数 | 放送日         | サブタイトル                   | 演出     |
| ---- | -------------- | ------------------------------ | -------- |
| 1    | 1989年 10月6日 | （サブタイトル無し）           | 生野慈朗 |
| 2    | 10月13日       | （"）                          | 吉田健   |
| 3    | 10月20日       | （"）                          | 生野慈朗 |
| 4    | 10月27日       | 彼女が口紅を変えたわけ         | 吉田健   |
| 5    | 11月3日        | アイシテルヨン                 | 生野慈朗 |
| 6    | 11月10日       | 二人っきりがいいの!            | 森一弘   |
| 7    | 11月17日       | 彼女がミニスカートをはいたわけ | 生野慈朗 |
| 8    | 11月24日       | 彼女と橋で別れたとき           | 吉田健   |
| 9    | 12月1日        | 開戦・大宣VS七広               | 吉田健   |
| 10   | 12月8日        | 裏切られた彼女                 | 生野慈朗 |
| 11   | 12月15日       | 愛する人と闘いたい             | 吉田健   |
| 12   | 12月22日       | 俺たちのXマス                  | 生野慈朗 |